# Probabilstic soft logic
Probabilistic soft logic (PSL)は、関係するドメインの中での集合的な、確率的理由づけのためのSRLフレームワーク。PSLは[0,1]の間の値をとるソフト真理変数に関する確率変数のグラフィカルモデルのためのテンプレート言語として一階述語論理を用いる。

## 概要
近年、グラフィカルモデルと一階述語論理を結びつけるアプローチにより、関係構造についての複雑な確率モデルが構築されてきた。具体的な例として、マルコフ論理ネットワーク（Markov logic networks; MLNs）がある。MLNsのように、PSLは関係のある領域に関して学習と予測を行うモデリング言語である。